# Vincotto
Vincotto est le nom italien du moût de raisins cuit. En Italie, il est produit principalement dans la Basilicate, les Pouilles et en Émilie-Romagne. Ce condiment peut être consommé tel quel ou en vinaigre après fermentation acétique. Ce vinaigre est dénommé vinaigre balsamique au terme d'un élevage en fûts de bois ayant augmenté sa concentration.

## Historique
Le vincotto (vin cuit) est produit depuis l'époque romaine. La méthode de fabrication permettait de mieux conserver les vins lors du transport. Les Romains utilisaient ce moût concentré comme ingrédient pour les viandes et autres mets, et comme édulcorant dans les gâteaux au même titre que le miel. Ils ont utilisé  aussi le vincotto coupé d'eau comme boisson stimulante ou pur comme un vin. Selon le mode de production et le degré de réduction, il était appelé defrutum ou caroenum.

## Méthode
Sa concentration est le résultat d'une lente cuisson du moût pendant plusieurs heures jusqu'à une diminution d'environ un cinquième. Le moût est composé de cépages de cuve rouges, le negroamaro et zinfandel, et de cépages blancs en particulier malvoisie et baresana.
Le vincotto entre comme condiment dans des préparations de desserts comme le cartellate et le taralli noir au vin cuit, le nougat au vin cuit, le pitteddhre. Mélangé à de l'eau, il devient une boisson douce et rafraîchissante. Il est transformé en vinaigre après fermentation acétique, ce vinaigre étant dénommé vinaigre balsamique au terme d'un élevage en fûts de bois ayant augmenté sa concentration.